# 岩手県道221号岩泉停車場線
岩手県道221号岩泉停車場線（いわてけんどう221ごう いわいずみていしゃじょうせん）は、岩手県下閉伊郡岩泉町を通る一般県道である。

## 概要
岩泉町中心部と岩泉駅を結んでいた路線である。岩泉線は日本全国屈指のローカル線と言われ、2014年3月31日限りで廃線となり、同時に岩泉駅も廃駅となったが、当路線は認定も解除されず、路線名もそのまま残されている。
岩泉線が運行されていたころは、列車本数が非常に少なかったことと、市街地が小本川の対岸にあるためいつも閑散としていた。

### 路線データ
- 起点：岩泉停車場跡（岩泉駅跡）
- 終点：下閉伊郡岩泉町岩泉字後山（国道455号交点）

## 地理

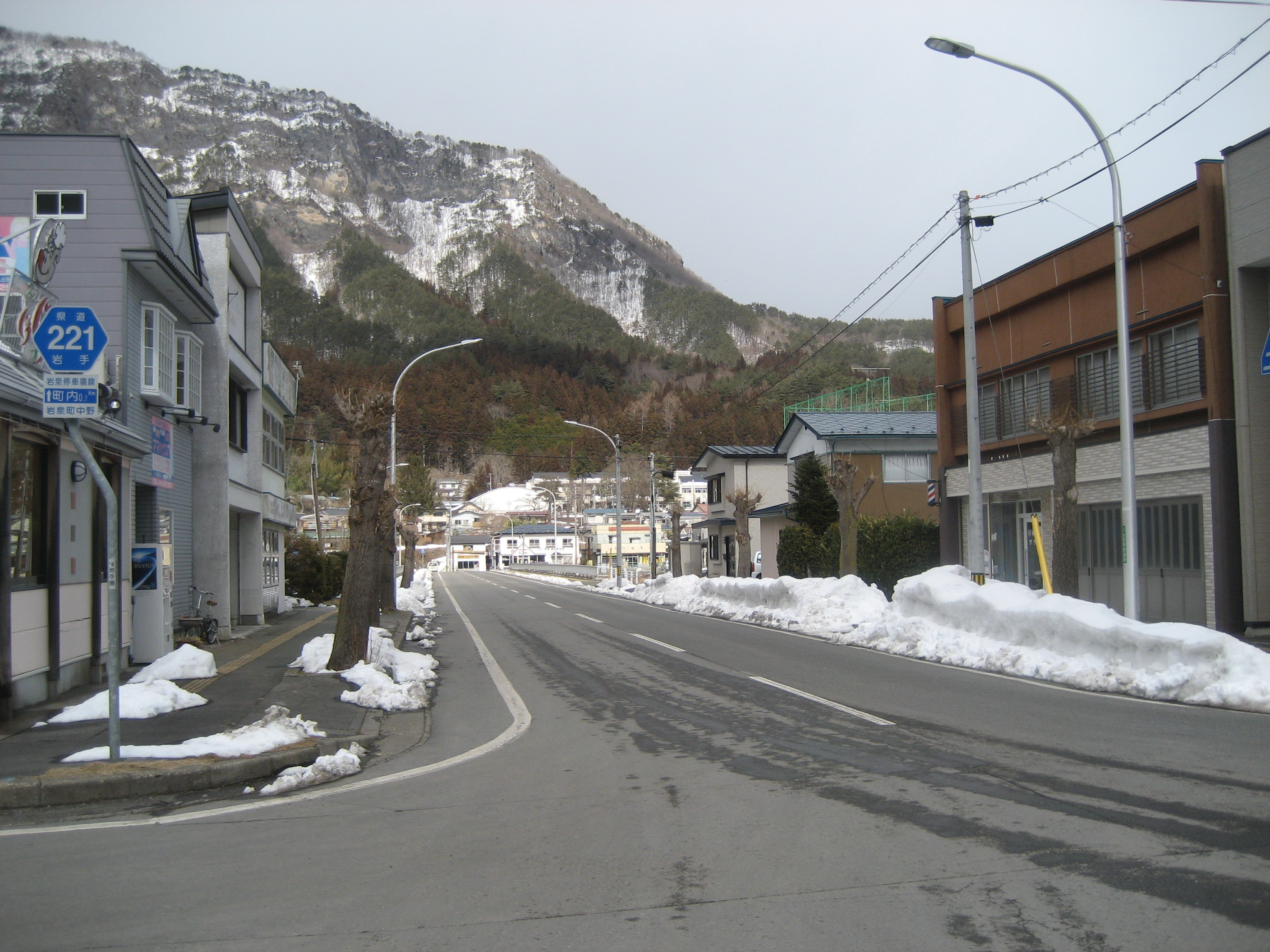
岩泉町岩泉駅前付近

### 通過する自治体
- 下閉伊郡岩泉町

### 交差する道路
- 国道455号（終点）

### 沿線の施設など
- JR岩泉線 旧岩泉駅跡
- 岩泉警察署